# Liga de Defensa de Estonia
La Liga de Defensa de Estonia —en estonio: Kaitseliit— es una organización nacional de defensa voluntaria y paramilitar de la República de Estonia, gestionada por el Ministerio de Defensa. Su objetivo es garantizar la preservación de la independencia y la soberanía del Estado, la integridad de su territorio y el orden constitucional. La Liga de Defensa cuenta con armamento y participa en ejercicios militares, cumpliendo con las funciones que le asigna la ley. La organización está dividida en cuatro Distritos de Defensa Territorial, compuestos por quince unidades regionales de la Liga, denominadas malevs, cuyos ámbitos de responsabilidad coinciden en su mayoría con las fronteras de los condados estonios.

## Misión

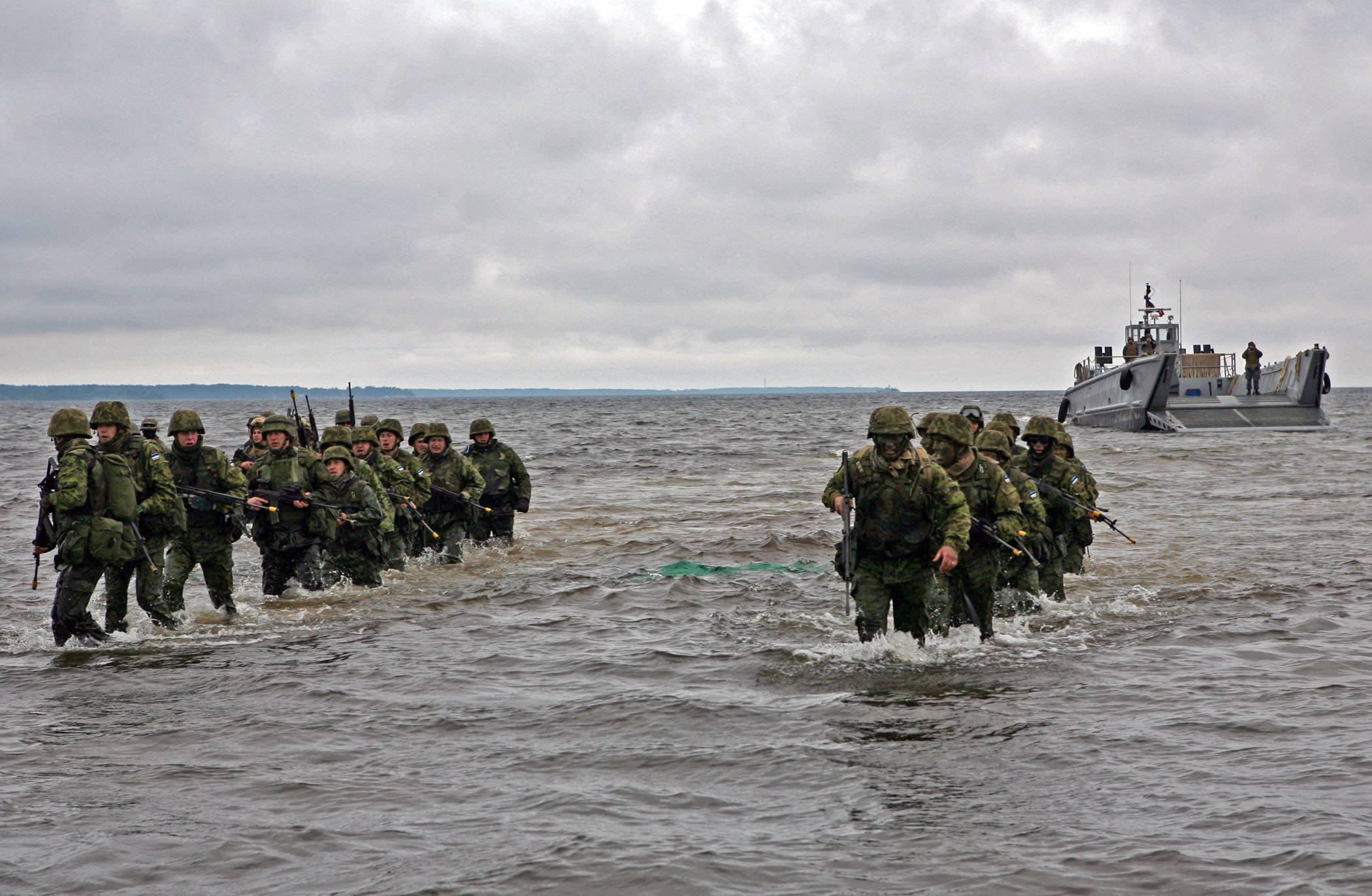
Tropas de la Liga de Defensa en un ejercicio conjunto con marines estadounidenses en 2010.

La Liga de Defensa es una organización militar nacional de defensa voluntaria, que opera bajo la jurisdicción del Ministerio de Defensa. Dispone de armamento y participa en ejercicios militares. Su objetivo principal es, con base en la voluntad libre e iniciativa de los ciudadanos, fortalecer la capacidad de la nación para defender su independencia y su orden constitucional, incluso ante una amenaza militar.
La Liga de Defensa desempeña un papel importante en el apoyo a las estructuras civiles. Sus miembros colaboran en la extinción de incendios forestales, se ofrecen como voluntarios en funciones auxiliares de la policía y garantizan la seguridad en diversos eventos. Unidades compuestas por miembros voluntarios también participan en operaciones internacionales de apoyo a la paz, como en los Estados balcánicos. La Liga de Defensa y las organizaciones que le están afiliadas mantienen relaciones positivas con entidades homólogas en los países nórdicos, Estados Unidos y Reino Unido.

## Historia
- 1918 – La Liga de Defensa de Estonia fue precedida por la Omakaitse —la primera organización armada de defensa local del país—, creada como respuesta al desorden público derivado de la Revolución Rusa.[5]
- 1918 – El 11 de noviembre, la «Organización de Defensa Ciudadana» fue renombrada como «Liga de Defensa de Estonia», asumiendo funciones de guardia nacional durante la Guerra de Independencia.[6]
- 1924 – El intento de golpe comunista del 1 de diciembre fue rechazado por la Liga de Defensa. Se dio inicio al desarrollo de la organización con miras a cumplir tareas de defensa nacional.[7]
- 1925 – En octubre se fundó la revista de la Liga de Defensa de Estonia, Kaitse Kodu! —«¡Defiende tu hogar!»—.[8]
- 1926 – Los días 19 y 20 de junio se celebró en Tallin el primer Festival de la Liga de Defensa de Estonia, seguido por seis eventos similares antes de 1940.[9]
- 1927 – Con el objetivo de fortalecer la organización y dotarla de un enfoque familiar, el comandante de la Liga de Defensa aprobó los estatutos provisionales de la Defensa Femenina del Hogar.[10]
- 1940 – La Unión Soviética invadió Estonia el 17 de junio. El gobierno estonio se vio obligado a firmar un acuerdo que exigía la recolección de todas las armas, incluidas las personales, de los miembros de la Liga de Defensa en un plazo de 48 horas. En señal de protesta, muchos miembros dañaron deliberadamente sus armas antes de entregarlas. Cientos de ellas fueron escondidas. El 24 de junio, los 43 600 miembros fueron liberados de sus compromisos jurados. El 29 de junio, todos los bienes y fondos de la Liga de Defensa pasaron a manos del Partido Comunista de Estonia, lo que marcó oficialmente el fin de su existencia.[11]
- 1991 – El 4 de septiembre, el Presidium del Consejo Supremo de la República de Estonia restituyó los derechos legales de la Liga de Defensa, pocos días después de que su personal se desplegara durante la ocupación de la torre de televisión de Tallin por parte de tropas aerotransportadas soviéticas. Gracias a la presencia de miembros de la Liga en las salas de control, no se interrumpieron las emisiones de radio.[12]
- 1992 – El 28 de abril, la Liga de Defensa fue incorporada oficialmente a las Fuerzas de Defensa como una organización de defensa nacional.[13]
- 1999 – El Parlamento de Estonia adoptó la Ley de la Liga de Defensa, que estableció el papel de la organización en la sociedad y en la defensa nacional, y definió sus principales tareas, estructura, base legal de operaciones, control y cooperación con las Fuerzas de Defensa, la Policía y otras instituciones del Estado.[14]

## Cultura

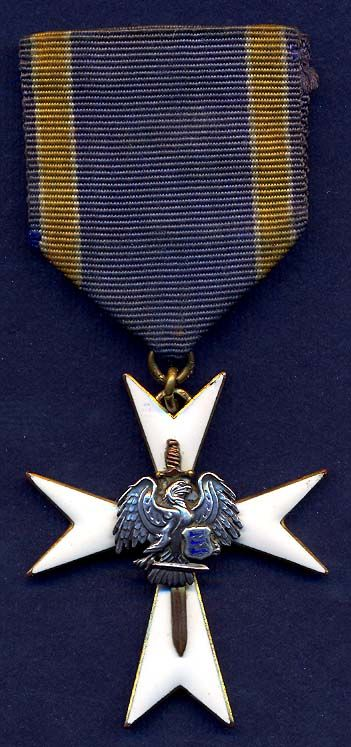
Medalla de la Cruz Blanca de la Liga de Defensa.

El Día de la Victoria de Estonia (1919) se celebró con desfiles militares organizados por la Kaitseliit hasta la Segunda Guerra Mundial. Desde el año 2000, los desfiles del Día de la Victoria han vuelto a ser organizados por la Liga de Defensa cada 23 de junio. El desfile de 2015 destacó por la creciente participación de contingentes militares de países miembros de la OTAN: Letonia, Estados Unidos, Finlandia, Polonia y Suecia. En 2016, además de tropas estadounidenses y letonas, se sumaron nuevos contingentes de Lituania y Dinamarca. En 2016, la subdivisión Sakala de la Liga de Defensa de Estonia formó la primera banda militar de gaitas del país, y su primera presentación tuvo lugar ese mismo año durante el desfile anual del Día de la Victoria.
La banda utiliza cuatro juegos de tambores y doce juegos especiales de «gaitas de guerra», fabricadas por Andres Taul. La idea de crear una unidad de este tipo fue originalmente propuesta por el presidente Lennart Meri en 2001, durante una visita al Festival de Música Folclórica de Viljandi. Posteriormente, la iniciativa fue retomada en 2010 por el presidente Toomas Hendrik Ilves, y se encargó a Ando Kiviberg —reconocido gaitero local y director del festival folclórico de Viljandi— la formación del grupo. Según Kiviberg, uno de los objetivos de la banda es también fomentar el uso de la gaita entre los hombres, ya que en Estonia escasean los gaiteros masculinos.

## Equipamiento

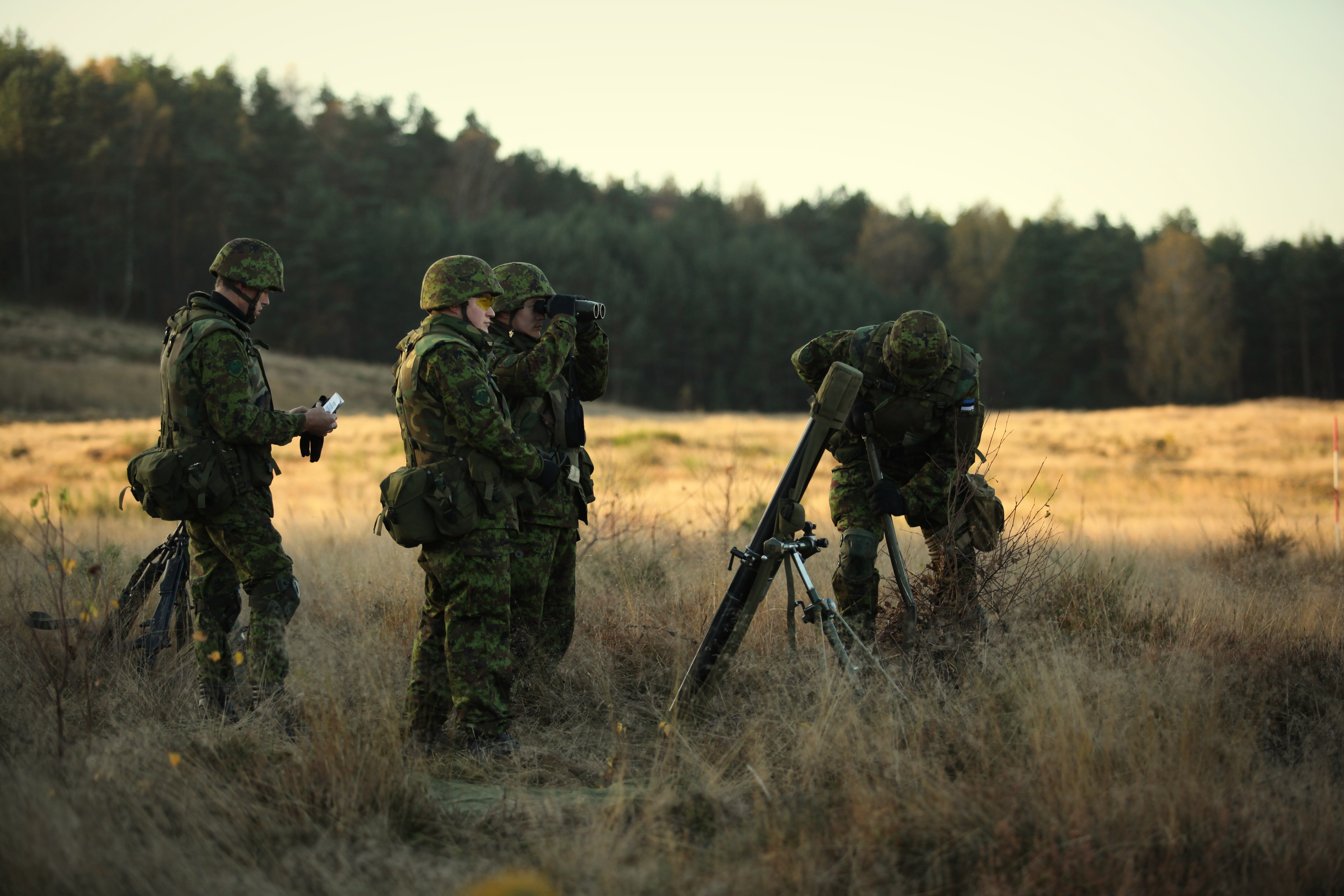
Pelotón de morteros de la Liga de Defensa en el ejercicio de la OTAN Steadfast Jazz 2013

El arma de infantería básica de la Liga de Defensa es el fusil LMT R-20 Rahe de 5,56 mm, aunque la mayoría de sus miembros todavía está equipada con el fusil G3 de 7,62 mm y sus variantes. Estos fusiles basados en el G3 están siendo progresivamente reemplazados por el R-20 Rahe en las unidades de maniobra de la Defensa Territorial —«Maakaitse»—, mientras que las unidades de retaguardia seguirán utilizando el G3.
El fuego de supresión está a cargo de ametralladoras Ksp 58, MG3 y ametralladoras pesadas M2 Browning. La capacidad antitanque a nivel de escuadra está provista por los fusiles sin retroceso Carl Gustav de 84 mm. Además, el fuego indirecto está cubierto por morteros de 81 mm y 120 mm a nivel de grupo de combate. Los grupos de combate de la Liga de Defensa también cuentan con unidades antitanque especializadas, equipadas con cañones anticarro Pvpj 1110 de 90 mm y misiles antitanque FGM-148 Javelin. La Liga de Defensa emplea una variedad de vehículos de transporte táctico y un pequeño número de transportes blindados de personal BTR-80.